# Про-ліга Перської затоки
Про-ліга Перської затоки (перс. لیگ برتر خلیج فارس), також називається Іранською Про-лігою (перс. لیگ برتر فوتبال ایران‎) — найвищий за рівнем дивізіон Ірану, в якому беруть участь 16 футбольних клубів країни. Був заснований в 1970 році (до цього в Ірані не було офіційної футбольної ліги) під назвою Кубок Тахті Джамшид. У 1979 році після ісламської революції в Ірані та подальшої ірано-іракської війни, Кубок Тахті Джамшид фактично перестав проводитися і згодом був скасований.
В 1991 році була створена Ліга Азадеган, яка стала вищим футбольним дивізіоном Ірану. У 2001 році була створена Про-ліга, яка стала вищим футбольним дивізіоном країни, в 2006 році вона була перейменована в Кубок Перської затоки, а в 2014 році в Про-лігу Перської затоки.

## Історія
Починаючи з 1973 року, в Ірані проводився національний чемпіонат під назвою «Кубок Джамшида». Проте сезон 1978/79 не був дограний через ісламську революцію, а ірано-іракська війна, що почалася в 1980 році, зробила неможливим проведення національного чемпіонату ще протягом 10 років.
Чемпіонат був відновлений в сезоні 1989/90 під назвою «Ліга Кодс». Починаючи з 1992 року турнір у вищому дивізіоні проводився під назвою «Ліга Азадеган», а з 2001 року — «Про Ліга» (назва «Азадеган» перейшла до другого за рівнем дивізіону).

## Регламент
В даний час в Про-лізі Перської затоки беруть участь 16 клубів. Ліга проводиться за системою осінь-весна, і триває з серпня по травень за двоколовою системою (30 турів), тобто кожна команда грає з іншими учасниками по два матчі, вдома і в гостях. Команди отримують три очки за перемогу, одне очко за нічию і нуль очок за програш. Клуби ранжуються за сумою очок, а також по різниці забитих і пропущених м'ячів.
За підсумками сезону клуб з найбільшою кількістю балів займає перше місце і стає чемпіоном сезону, а другі і треті команди отримують відповідно срібні та бронзові медалі. Також за підсумками сезону, три найгірші клуби, що зайняли 14-те, 15-те і 16-те місця, вилітають в Лігу Азадеган, де будуть брати участь у наступному сезоні, а три кращі команди Ліги Азадеган отримують путівки у наступний сезон у Про-лігу Перської затоки.

### Путівки в міжнародні змагання
Станом на 2017 рік чемпіон сезону Про-ліги Перської затоки, а також срібний призер і володар Кубка Хазфи (Кубка Ірану) автоматично отримують місця в груповому етапі Ліги чемпіонів АФК наступного сезону, а бронзовий призер Про-ліги Перської затоки отримує право брати участь у раунді плей-оф відбіркового етапу Ліги чемпіонів АФК. Якщо переможцем Кубка Хазфи стає одна з трьох найкращих команд сезону, то четверта команда бере участь в раунді плей-оф. Клуби Ірану не беруть участь в Кубку АФК (другий за рівнем клубний турнір Азії), оскільки в ньому беруть участь клуби країн, рівень розвитку футболу в яких не достатньо високий для участі в Лізі чемпіонів АФК.

## Список чемпіонів і призерів
За всю історію проведення чемпіонату Ірану більшу частину турнірів виграли три тегеранські команди: «Персеполіс», «Естегляль» (до 1979 року виступав під назвою «Тадж») і «ПАС» (з 2008 року клуб представляє Хамадан).
| Сезон               | Чемпіон           | Срібний призер   | Бронзовий призер |
| ------------------- | ----------------- | ---------------- | ---------------- |
| Локал Ліга          |                   |                  |                  |
| 1970/1971           | Тадж              | ПАС              | Тадж Абадан      |
| 1971/1972           | Персеполіс        | ПАС              | Тадж             |
| Кубок Тахте Джамшид |                   |                  |                  |
| 1973/1974           | Персеполіс        | Тадж             | ПАС              |
| 1974/1975           | Тадж              | Персеполіс       | Хома             |
| 1975/1976           | Персеполіс        | Хома             | Тадж             |
| 1976/1977           | ПАС               | Персеполіс       | Шахбаз           |
| 1977/1978           | ПАС               | Персеполіс       | Малаван          |
| 1978-1989           | -                 | -                | -                |
| Ліга Кодс           |                   |                  |                  |
| 1989/1990           | Естеґлал Тегеран  | Персеполіс       | Малаван          |
| 1990/1991           | -                 | -                | -                |
| Ліга Азадеган       |                   |                  |                  |
| 1991/1992           | ПАС               | Естеґлал Тегеран | Персеполіс       |
| 1992/1993           | ПАС               | Персеполіс       | Трактор Сазі     |
| 1993/1994           | Сайпа             | Персеполіс       | Джонуб           |
| 1994/1995           | Сайпа             | Естеґлал Тегеран | Персеполіс       |
| 1995/1996           | Персеполіс        | Бахман           | Естеґлал Тегеран |
| 1996/1997           | Персеполіс        | Бахман           | Сепахан          |
| 1997/1998           | Естеґлал Тегеран  | ПАС              | Зоб Ахан         |
| 1998/1999           | Персеполіс        | Естеґлал Тегеран | Сепахан          |
| 1999/2000           | Персеполіс        | Естеґлал Тегеран | Фаджр            |
| 2000/2001           | Естеґлал Тегеран  | Персеполіс       | Сайпа            |
| Про Ліга            |                   |                  |                  |
| 2001/2002           | Персеполіс        | Естеґлал Тегеран | Фулад            |
| 2002/2003           | Сепахан           | ПАС              | Персеполіс       |
| 2003/2004           | ПАС               | Естеґлал Тегеран | Фулад            |
| 2004/2005           | Фулад             | Зоб Ахан         | Естеґлал Тегеран |
| 2005/2006           | Естеґлал Тегеран  | ПАС              | Сайпа            |
| 2006/2007           | Сайпа             | Естеглал Ахваз   | Персеполіс       |
| 2007/2008           | Персеполіс        | Сепахан          | Саба Ком         |
| 2008/2009           | Естеґлал Тегеран  | Зоб Ахан         | Мес              |
| 2009/2010           | Сепахан           | Зоб Ахан         | Естеґлал Тегеран |
| 2010/2011           | Сепахан           | Естеґлал Тегеран | Зоб Ахан         |
| 2011/2012           | Сепахан           | Трактор Сазі     | Естеґлал Тегеран |
| 2012/2013           | Естеґлал Тегеран  | Трактор Сазі     | Сепахан          |
| 2013/2014           | Фулад             | Персеполіс       | Нафт Тегеран     |
| 2014/2015           | Сепахан           | Трактор Сазі     | Нафт Тегеран     |
| 2015/2016           | Естеґлал Хузестан | Персеполіс       | Естеґлал Тегеран |
| 2016/2017           | Персеполіс        | Естеґлал Тегеран | Трактор Сазі     |

## Комерція ліги

### Генеральні спонсори
Як і ліги інших розвинених країн, вища за рівнем футбольна ліга Ірану також має свого основного титульного (генерального) спонсора, а також інших пересічних спонсорів. Генеральне спонсорство ліги існує з 2005 року. До цього у ліги не було головного спонсора. Клуби-учасники Про-ліги Перської затоки отримують від генеральних спонсорів ліги приблизно 15 % свого сезонного доходу.
| Період    | Титульний спонсор |
| --------- | ----------------- |
| до 2005   | немає             |
| 2005-2007 | Zamzam            |
| 2007-2009 | Padideh News      |
| 2009-2014 | Irancell          |
| 2014-2016 | Sun Star          |
| 2016—н.в  | Fanap             |

### Телевізійні трансляції
Матчі Про-ліги Перської затоки транслюють три державних загальнонаціональних телеканали Ірану, належать IRI. Це: IRIB Varzesh, IRIB TV3 та Jame Jam TV. Трансляції матчів також ведуть регіональні телеканали IRIB, команди яких беруть участь у Про-лізі. Телевізійні трансляції є важливою частиною прибутку Про-ліги, контракти з телеканалами становлять понад 95 мільйонів доларів США.